# Masdevallia velella
Masdevallia velella är en orkidéart som beskrevs av Carlyle August Luer. Masdevallia velella ingår i släktet Masdevallia och familjen orkidéer. Inga underarter finns listade i Catalogue of Life.